# Semana Negra de Gijón
Semana Negra de Gijón és un festival que se celebra a Gijón (Astúries) des del 1988, organitzat per l'Ajuntament de Gijón, basat en el gènere de la novel·la negra. Inclou actes culturals i diversos esdeveniments lúdics com a concerts, terrasses de bars, atraccions, etc. L'autor de la idea i director del festival des dels seus inicis és l'escriptor asturmexicà Paco Ignacio Taibo II.
Al llarg d'aquests anys va passar de 73.000 assistents en la seva primera edició a més d'un milió en les últimes, i d'una durada de 7 dies a 10; de 60 convidats a 250, i de 15 periodistes acreditats a més de 150, transformant-se un dels festivals més importants d'Europa i un centre de referència internacional.
Concebuda i dirigida per Taibo, la Semana Negra es va iniciar com un modest festival que reunia a escriptors de novel·la policíaca i oferia a més música i altres arts escèniques al públic. La Semana Negra de Gijón ha crescut al llarg de vint anys fins a convertir-se en un dels majors festivals europeus quant al nombre d'assistents amb la presència d'autors de primera línia mundial en una llista que suma ja milers de creadors literaris i de testimoniatge. Al llarg dels anys, la Semana Negra de Gijón s'ha reinventat a si mateixa incessantment, sumant diferents propostes com la lectura de poesia a la mitjanit, que s'ha convertit en una de les activitats amb més assistència i on han participat, portant com a amfitrió anualment al poeta asturià Ángel González, l'argentí Juan Gelman, el mexicà Juan Bañuelos, Joaquín Sabina i Luis García Montero, entre d'altres.
A més de la literatura policíaca que li dona origen, la Semana Negra de Gijón inclou entre la seva oferta a autors de còmic, de novel·la històrica i de ciència-ficció obrint així espais per a la creació plàstica i el testimoniatge visual per mitjà d'exposicions.
Anualment, la Semana Negra publica i regala llibres, amb freqüència amb participació d'autors amics i visitants de la Semana Negra : escriptors, dibuixants, autors de còmic i fotògrafs. Dins de la Semana Negra es realitzen a més altres festivals, com la Trobada Internacional de Fotoperiodisme dirigit pel Premi Pulitzer asturià Javier Bauluz, portant a Gijón als principals exponents del fotoperiodisme mundial, i l'Asturcon, la convenció asturiana de ciència-ficció, que en el seu moment també ha estat amfitriona de la convenció espanyola de ciència-ficció i fantasia. Durant la Semana Negra de Gijón, l'Associació Internacional d'Escriptors Policíacs atorga el Premi Internacional de Novel·la Dashiell Hammett a la millor novel·la policíaca escrita en espanyol. A més, es dona el Premi Rodolfo Walsh a la millor obra policíaca de no ficció escrita en espanyol; l'Espartaco a la millor novel·la històrica; el Memorial Silverio la Canyada a la millor primera novel·la negra publicada en espanyol; el del Concurs Internacional de Relats Policíacs a una obra inèdita; i, a partir de 2008, el Celsius 232 a la millor novel·la de fantasia o ciència-ficció.